# ۳سی ۷۵
۳سی ۷۵ (انگلیسی: 3C 75) 3C 75 (همچنین 3C75 نامیده می‌شود) یک سیستم سیاهچاله دوتایی در کهکشان دمبلی شکل NGC 1128 در خوشه کهکشانی Abell 400 است. این سیستم دارای چهار جت نسبیتی است که دو جت از هر سیاهچاله کلان پرجرم برافراشته می‌شوند. این هواپیما با سرعت ۱۲۰۰ کیلومتر در ثانیه حرکت می‌کند و باعث می‌شود جت‌ها به عقب برگردند. 3C ۷۵ ممکن است منبع اشعه ایکس 2A 0252+060 (1H 0253+058, XRS 0252۲+۰۶۰) باشد.